# Дукер на Брук
Дукерът на Брук (Cephalophus brookei) е вид антилопа. Разпространен е в Либерия, Сиера Леоне и Кот д'Ивоар.